# Repin (cràter)
Repin és un cràter d'impacte en el planeta Mercuri de 95 km de diàmetre. Porta el nom del pintor rus Ilià Repin (1844-1930), i el seu nom va ser aprovat per la Unió Astronòmica Internacional el 1976.